# Russy (Calvados)
Pour les articles homonymes, voir Russy.
Russy est une ancienne commune française, située dans le département du Calvados en région Normandie, peuplée de 173 habitants (les Russiens).

## Géographie
Russy était une commune du Bessin située à deux kilomètres du littoral de la mer de la Manche (Sainte-Honorine-des-Pertes) et onze kilomètres de Bayeux.
| Colleville-sur-Mer | Sainte-Honorine-des-Pertes | Port-en-Bessin-Huppain |
| Surrain            | Russy                      | Étréham                |
|                    | Mosles                     |                        |

## Toponymie

### Russy
Le nom de la localité est attesté sous la forme Russeium en 1184, Russie et Ruissie en 1290, Rousseyum au XIVe siècle.
Le toponyme est issu de l'anthroponyme roman Ruscus, Rusticius, Roscius ou gaulois Ruscus suivi du suffixe d'origine gauloise -acum (> -ei > -y) de localisation et de propriété.

### Argouges-sous-Mosles
Le nom de la localité est attesté sous la forme Arguges en 1204, Argogiæ en 1224, Argogæ en 1250, Argoges en 1277, Argougiæ au XIVe siècle.
Homonymie avec Argouges-sur-Aure (fusionnée à Vaux-sur-Aure) et Argouges (Manche). Voir cette dernière commune.

## Histoire
Russy (221 habitants en 1821) absorbe Argouges-sous-Mosles (60 habitants en 1821) en 1824.
Russy fusionne avec Sainte-Honorine-des-Pertes le 1er janvier 2017 pour former Aure sur Mer.

## Politique et administration
| Période                                  | Période       | Identité         | Étiquette | Qualité                       |
| ---------------------------------------- | ------------- | ---------------- | --------- | ----------------------------- |
| Les données manquantes sont à compléter. |               |                  |           |                               |
| ?                                        | mars 2008     | Pierre Galerne   | SE        |                               |
| mars 2008                                | mars 2014     | Monique Ménage   | SE        | retraitée, employée de banque |
| mars 2014                                | décembre 2016 | Gilbert Torcheux | SE        | Retraité                      |

## Démographie
L'évolution du nombre d'habitants est connue à travers les recensements de la population effectués dans la commune depuis 1793. À partir du 1er janvier 2009, les populations légales des communes sont publiées annuellement dans le cadre d'un recensement qui repose désormais sur une collecte d'information annuelle, concernant successivement tous les territoires communaux au cours d'une période de cinq ans. 
Pour les communes de moins de 10 000 habitants, une enquête de recensement portant sur toute la population est réalisée tous les cinq ans, les populations légales des années intermédiaires étant quant à elles estimées par interpolation ou extrapolation. Pour la commune, le premier recensement exhaustif entrant dans le cadre du nouveau dispositif a été réalisé en 2004,.
En 2021, la commune comptait 173 habitants, en évolution de −11,73 % par rapport à 2015 (Calvados : +1,58 %, France hors Mayotte : +2,49 %).
| 1793 | 1800 | 1806 | 1821 | 1831 | 1836 | 1841 | 1846 | 1851 |
| ---- | ---- | ---- | ---- | ---- | ---- | ---- | ---- | ---- |
| 237  | 420  | 214  | 221  | 318  | 312  | 307  | 302  | 258  |

| 1856 | 1861 | 1866 | 1872 | 1876 | 1881 | 1886 | 1891 | 1896 |
| ---- | ---- | ---- | ---- | ---- | ---- | ---- | ---- | ---- |
| 247  | 250  | 267  | 256  | 247  | 242  | 244  | 215  | 202  |

| 1901 | 1906 | 1911 | 1921 | 1926 | 1931 | 1936 | 1946 | 1954 |
| ---- | ---- | ---- | ---- | ---- | ---- | ---- | ---- | ---- |
| 188  | 185  | 181  | 131  | 157  | 163  | 166  | 153  | 143  |

| 1962 | 1968 | 1975 | 1982 | 1990 | 1999 | 2004 | 2009 | 2014 |
| ---- | ---- | ---- | ---- | ---- | ---- | ---- | ---- | ---- |
| 131  | 123  | 136  | 156  | 147  | 156  | 154  | 179  | 196  |

| 2018 | - | - | - | - | - | - | - | - |
| ---- | - | - | - | - | - | - | - | - |
| 199  | - | - | - | - | - | - | - | - |

## Économie
La commune se situe dans la zone géographique des appellations d'origine protégée (AOP) Beurre d'Isigny et Crème d'Isigny.

## Lieux et monuments
- Église Saint-Éloi (XIIIe siècle) dont le chœur et le clocher sont inscrits au titre des Monuments historiques depuis le 29 octobre 1926[17].

## Personnalités liées à la commune
- Gilles Picot, sieur de Gouberville, du Mesnil-au-Val et de Russy (1521-1578), illustre pour ses « heures », recueil de son intendance de ses terres de la Manche et de Russy. L'invention du calvados lui est attribuée.
- Baudouin Ier, Albert II et leur sœur aînée, SAR la princesse Joséphine-Charlotte de Belgique, envoyés par leur père Léopold III pour fuir l'invasion allemande, ont résidé quelques jours, à partir du 11 mai jusqu'au 23 mai 1940, au manoir de Russy, propriété du Dr Dufour, dont la famille était liée d'amitié de longue date au roi des Belges[18].

## Héraldique
| Blason de Russy | Blason  | De gueules à la croix ancrée d’argent.           |
| Blason de Russy | Détails | Le statut officiel du blason reste à déterminer. |